# Cratere Enwonwu
Enwonwu  è un cratere sulla superficie di Mercurio.